# ハノイ国家大学駅
ハノイ国家大学駅（ベトナム語：Ga Đại học Quốc gia / Ga 大學國家）はベトナムのハノイ市カウゼイ区にある、ハノイ・メトロ3号線の駅。駅番号は「T3-S06」。

## 歴史
- 2024年8月8日 - 3号線のニョン〜カウゼイ間開通に合わせて開業[1]。

## 駅構造
スアントゥイ通り上に駅舎がある、相対式ホーム2面2線を有する高架駅。2階が改札階、3階がホーム階となっている。

### のりば
| 番線 | 路線  | 行先         | 備考                                                     |
| ---- | ----- | ------------ | -------------------------------------------------------- |
| 1    | 3号線 | ハノイ駅方面 | 実際にはカウゼイ行き。カウゼイから先ハノイ方面は未開通。 |
| 2    | 3号線 | ニョン方面   |                                                          |

## 駅周辺
- 環状3号線（ベトナム語版） マイディッチ交差点
- ベトナム国家大学ハノイ校
- ハノイ国家大学
- グエン・タット・タン実習小学校
- グエン・タット・タン中等・高等学校
- ハノイ国家大学外国語大学付属外国語中等学校
- ハノイ国家大学外国語大学付属外国語専門高等学校（英語版、ベトナム語版）
- ニャサン市場（ベトナム語版）
- HITCビル
- ディック・ヴォン・ア小学校
- ディック・ヴォン・ハウ中学校
- インドシナプラザハノイ
- ハノイ市警察第6交通警察隊
- マイジック坊（ベトナム語版）人民委員会
- ハノイ伝統医学総合病院（ベトナム語版）

## バス路線
| バス路線                                                    | ルート |
| 教育書店周辺 (ハノイ教育大学) - 136 スアン・トゥイ          | 教育書店周辺 (ハノイ教育大学) - 136 スアン・トゥイ                                                            |
| ----------------------------------------------------------- | --- |
| 09B(ホアンキエム湖-ミーディンバスターミナル)                | ホアンキエム湖 - ... - ハノイ国家大学 -... - ミーディンバスターミナル                                         |
| 09BCT(トラン・カン・ドゥ - ミーディンバスターミナル)        | トラン・カン・ドゥ - ... - ハノイ国家大学 -... - ミーディンバスターミナル                                     |
| 16(ヌオックンガムバスターミナル - ミーディンバスターミナル) | ヌオックンガムバスターミナル - ... - ハノイ国家大学 - ... - ミーディンバスターミナル                          |
| 20A(カウゼイ - ソンタイバスターミナル)                      | カウゼイ - ... - ハノイ国家大学 - ... - ソンタイバスターミナル                                                |
| 26(マイドン - 国立競技場)                                   | マイドン - ... - ハノイ国家大学 - ... - 国立競技場                                                            |
| 27(イエンギアバスターミナル - ナムタンロンバスターミナル)   | イエンギアバスターミナル - ... - ハノイ国家大学 -... - ナムタンロンバスターミナル                             |
| 32(ギャバットバスターミナル - ニョン)                       | ギャバットバスターミナル - ... - ハノイ国家大学 - ... - ニョン                                                |
| 34(ザーラム地区行政センター - ミーディンバスターミナル)     | ザーラム地区行政センター - ... - ハノイ国家大学 - ... - ミーディンバスターミナル                              |
| 39(ギアド公園 - トゥーヒエップ)                             | ギアド公園 - ... - ハノイ国家大学 - ... - トゥーヒエップ                                                      |
| 49(トラン・カン・ドゥ - ニョン)                             | トラン・カン・ドゥ - ... - カウゼイ - ... - ハノイ国家大学 - ... - ニョン                                     |
| 51(ザーラムバスターミナル - トラン・ヴィ(司法アカデミー))   | ザーラムバスターミナル - ... - トラン・タイ・トン - ... - ハノイ国家大学 - ... - トラン・ヴィ(司法アカデミー) |
| E05(ロンビエン - ビンホームススマートシティ)                | ロンビエン - ... - カウゼイ - ... - ハノイ国家大学 - ... - ビンホームススマートシティ                         |
| インドシナタワービル - ハノイ国立大学向かい                 | |
| 09B(ミーディンバスターミナル - ホアンキエム湖)              | ミーディンバスターミナル - ... - ハノイ国家大学 -... - ホアンキエム湖                                         |
| 09BCT(ミーディンバスターミナル - トラン・カン・ドゥ)        | ミーディンバスターミナル - ... - ハノイ国家大学 -... - トラン・カン・ドゥ                                     |
| 16(ミーディンバスターミナル - ヌオックンガムバスターミナル) | ミーディンバスターミナル - ... - ハノイ国家大学 - ... - ヌオックンガムバスターミナル                          |
| 20A(ソンタイバスターミナル - カウゼイ)                      | ソンタイバスターミナル - ... - ハノイ国家大学 - ... - カウゼイ                                                |
| 26(国立競技場 - マイドン)                                   | 国立競技場 - ... - ハノイ国家大学 - ... - マイドン                                                            |
| 27(ナムタンロンバスターミナル - イエンギアバスターミナル)   | ナムタンロンバスターミナル - ... - ハノイ国家大学 -... - イエンギアバスターミナル                             |
| 32(ニョン - ギャバットバスターミナル)                       | ニョン - ... - ハノイ国家大学 - ... - カウゼイ - ... - ギャバットバスターミナル                               |
| 34(ミーディンバスターミナル - ザーラム地区行政センター)     | ミーディンバスターミナル - ... - ハノイ国家大学 - ... - ザーラム地区行政センター                              |
| 39(トゥーヒエップ - ギアド公園)                             | トゥーヒエップ - ... - ハノイ国家大学 - ... - ギアド公園                                                      |
| 49(ニョン - トラン・カン・ドゥ)                             | ニョン - ... - ハノイ国家大学 -... - カウゼイ - ... - トラン・カン・ドゥ                                      |
| 51(トラン・ヴィ(司法アカデミー) - ザーラムバスターミナル)   | トラン・ヴィ(司法アカデミー) - ハノイ国家大学 - ... - トラン・タイ・トン - ... - ザーラムバスターミナル       |
| E05(ビンホームススマートシティ - ロンビエン)                | ビンホームススマートシティ - ... - ハノイ国家大学 - ... - カウゼイ - ... - ロンビエン                         |

## 隣の駅
ハノイ都市鉄道
 3号線
レドゥクト駅 (T3-S05) - ハノイ国家大学駅 (T3-S06) - チュアハ駅 (T3-S07)